# 浣熊市
浣熊市（台湾又译作，中国大陆旧译）是電子遊戲惡靈古堡系列中虛構的城市。該市作為《惡靈古堡2》、《惡靈古堡3》以及《生化危機：逃出生天》等作品中的主要場景，亦出現在遊戲改編的系列電影中。而在惡靈古堡的系列電影中，第一、二集以加拿大的多倫多為原型。

## 地點與經濟
浣熊市位於美國中西部。浣熊市會隨時間不同而設定有所不同。
从1998年7月底，浣熊市郊區发生的洋馆事件起，出现于惡靈古堡2、惡靈古堡3兩作遊戲。标志建筑物有警察局、政府大楼、钟楼。城市范围有上城区（Uptown）、下城区（Downtown）、市郊（制药厂、研究所、污水处理厂）。而市区建筑显得相当古老，例如街道、建筑物使用木门、油燈蠟燭等。即使警察局亦相當破舊，很容易就被殭屍入侵。
生化危機：逃出生天系列及生化危機电影都描绘成现代化城市，有动物园、地铁、学校以及高层商业大廈等設施，并有相当多頂尖科技。其經濟廣泛地受到保護傘（Umbrella Corporation）支配。該公司對於城市的各項計畫慷慨地提供資金，藉此創造浣熊市民心中的正面形象。雖有50%的市民受雇於此家國際企業，但大多數的人們對於該公司許多不法的活動仍一無所知。
浣熊市的人口在惡靈古堡3中據說至少有十萬人。市區劃分為幾個區域，包括住宅區、商業區，以及較高科技的保護傘工業區域，郊區位在市中心的北方及東方。
距浣熊市最近的城鎮是東邊一個叫做斯通威尔的城市，兩市之間有鐵路連結。城市的主要幹道包括安納達利街、中央街、浣熊街以及米森街。

## 歷史
浣熊市市長麥可·華倫（Michael Warren）於1987年當選並執政11年。華倫是創建覽車運輸系統的工程師，也為該市電力系統作出貢獻。在進行該市現代化的計畫，他與保護傘公司訂下協商，由該公司提供華倫計畫的資助，其中包括公共建設、福利事業以及執法系統。該計畫即是由保護傘所資助的（浣熊市的光明21世紀）計畫。
因為華倫的計畫，這個古怪的小鎮也由一個鄉村社區轉變成一個工業化都市。然而，該市的擴展與現代化也伴隨著犯罪率的提高，甚至是恐怖活動。浣熊市立警察局（The Raccoon Police Department，簡稱RPD）於1996成立了特殊戰略及救援部隊（The Special Tactics And Rescue Service，簡稱S.T.A.R.S.）以遏止犯罪。
由於華倫與保護傘的關係，該公司融入人們每日的生活，大多數人也受雇於該公司。該公司擁有許多銷售門市，其影響力使其在市議會擁有主要發言權，真正成為該市的主力領導，而市長則只是其拓展野心的先鋒。

### 黃道號列車事件
發生於洋館事件前幾天的事情。一台大陸橫斷列車行駛中遇到"水蛭"突襲，全數乘客及服務人員身亡。幾小時後，載著S.T.A.R.S部隊的直升機失事，墜落到地面。當大家剛展開調查時，新進隊員蕾貝卡·錢伯斯（Rebecca Chambers）發現一個通緝犯的資料。之後，蕾貝卡進入列車調查，發現了那位通緝犯比利·柯恩（Billy Coen），一開始蕾貝卡還想逮捕他，但列車開動後沒多久，發現她自己所處在的列車上所有已毫無生命跡象的乘客們一個一個的又突然動了起來，接著遇到了一連串無法預料的事態后，便和比利一起逃跑。最後成功逃出列車，兩人在洋館前道別。蕾貝卡繼續前進，比利則沒下文。

### 阿克雷山脈事件
一系列怪異的吃人兇殺事件，於1998年5月發生在浣熊市北方阿克雷山脈的叢林裡，持續至接下來的數月。受害者多為登山客、野餐者或是情侶，發現有類似狗抓傷，以及部分被人或其他未知生物咬傷的痕跡。浣熊市警察對於該現象無法解釋也無法阻止，只能歸咎於邪教活動。S.T.A.R.S.於7月23日對該區域展開調查。B隊（Bravo）的直升機因為機械問題而迫降於該區域，A隊（Alpha）於是進行救援。派出至阿克雷山脈的十二名S.T.A.R.S.成員及一名浣熊市警局的支援飛行員，只有五人活著回來。他們回報發現了一棟建築，保護傘在該處進行非法的生化武器實驗，用的即是具突變引發能力的T病毒。地面即充斥著該研究的結果，包括殭屍（Zombies）。然而該建築及所有的證據皆遭到銷毀，也因保護傘公司在浣熊市的影響力，被收買的警察局長駁斥了生還者的說詞，也無任何的調查行動。

### 浣熊市毀滅
保護傘的科學家詹姆士·馬卡斯（James Marcus）在遭到亞伯·威斯卡（Albert Wesker）及威廉柏金（William Birkin）暗殺後於該建築釋放了T病毒。馬卡斯原本計畫將病毒釋放在浣熊市，但卻於阿克雷山脈的保護傘訓練機構被蕾貝卡（Rebecca Chambers）及比利（Billy Coen）消灭。
當總部得知威廉博士想要獨占開發完成的G病毒後，派遣秘密部隊進入地下研究所進行搶奪。不甘於研究成果被奪走，遭到槍擊受重傷的威廉博士對自己注射了一管G病毒後異化成不死的怪物，在下水道截殺了絕大多數的秘密部隊。在戰鬥的過程中，做為樣本被回收的T病毒試管散落、破損在下水道，並被老鼠吞食。藉由受感染老鼠還有下水道系統T病毒快速的蔓延全浣熊市，受病毒影響而殭屍化的「吃人病」在一夕之間爆發成災，警察部隊與保護傘的救援部隊僅一個晚上就被殭屍消滅殆盡，生還人數更加從原先的人數下跌至不到3%。
浣熊市最後被美國聯邦政府以核彈炸毀（在电影中为被保护伞的核弹炸毁），進行消滅T病毒和銷毀保護傘惡行惡狀的證據。現已成了廢墟。之後導致保護傘的股票暴跌、倒閉等一連串的骨牌效應。